# Grzegorz Pasiut
Grzegorz Pasiut (* 7. Mai 1987 in Krynica-Zdrój) ist ein polnischer Eishockeyspieler, der seit 2018 beim GKS Katowice in der Polska Hokej Liga unter Vertrag steht.

## Karriere

### Club
Grzegorz Pasiut begann seine Karriere in der Jugendabteilung des KTH Krynica, für den er bereits als 16-Jähriger in der Ekstraliga debütierte. 2005 wechselte er zum KS Cracovia nach Krakau. Mit dem Team aus der kleinpolnischen Hauptstadt wurde er 2006, 2008, 2009 und 2011 polnischer Landesmeister. Nach dem vierten Meistertitel zog es ihn weiter zum GKS Tychy, für den er zwei Jahre spielte.  2013 wechselte er zu seinem Stammverein KTH Krynica zurück, der in diesem Jahr aus der I liga in die Ekstraliga zurückgekehrt war. Nachdem dieser in finanzielle Probleme geraten war, löste Pasiut seinen Vertrag dort auf und ging zum JKH GKS Jastrzębie. Mit der Mannschaft aus der Grenzstadt zu Tschechien belegte er den dritten Tabellenplatz. Anschließend kehrte er nach Krakau zurück, wo er wieder für den KS Cracovia auf dem Eis stand, mit dem er 2016 erneut Landesmeister und erstmals auch Pokalsieger wurde. Anschließend wechselte er nach Belarus, wo er für den HK Njoman Hrodna in der Extraliga spielte und mit dem Klub 2017 und 2018 belarussischer Meister wurde. 2018 kehrte er nach Polen zurück und spielt nunmehr für den GKS Katowice, mit dem er 2022 und 2023 seinen sechsten und siebten polnischen Meistertitel gewann.

### International
Für Polen nahm Pasiut im Juniorenbereich jeweils an der Division I der U18-Weltmeisterschaften 2004 und 2005, als er Topscorer des Turniers war, sowie der U20-Weltmeisterschaften 2005, 2006, als er die beste Plus/Minus-Bilanz des Turniers aufwies, und 2007 teil.
Sein Debüt in der Herren-Nationalmannschaft gab er bei den Spielen der Division I der Weltmeisterschaft 2007. In den Folgejahren vertrat Pasiut seine Farben bei den Division-I-Turnieren der Weltmeisterschaften 2008, 2010, 2011, 2012, 2013, 2014, 2015, als er zum besten Spieler seiner Mannschaft gewählt wurde, 2016, 2017 und 2023, als den Polen erstmals seit mehr als zwanzig Jahren der Aufstieg in die Top-Division gelang, wozu er als drittbester Scorer nach seinem Landsmann Krystian Dziubiński und dem Briten Liam Kirk sowie als bester Vorbereiter (gemeinsam mit Kirk) maßgeblich beitrug. Außerdem wurde er als bester Spieler seiner Mannschaft ausgezeichnet. Zudem spielte er für Polen bei der Olympiaqualifikation für die Spiele in Sotschi 2014, in Pyeongchang 2018 und in Peking 2022.

## Erfolge
- 2006 Topscorer der U18-Weltmeisterschaft der Division I, Gruppe B
- 2006 Polnischer Meister mit dem KS Cracovia
- 2007 Beste Plus/Minus-Bilanz der U20-Weltmeisterschaft der Division I, Gruppe A
- 2008 Polnischer Meister mit dem KS Cracovia
- 2009 Polnischer Meister mit dem KS Cracovia
- 2011 Polnischer Meister mit dem KS Cracovia
- 2014 Aufstieg in die Division I, Gruppe A, bei der Weltmeisterschaft der Division I, Gruppe B
- 2016 Polnischer Meister und Pokalsieger mit dem KS Cracovia
- 2017 Belarussischer Meister mit dem HK Njoman Hrodna
- 2018 Belarussischer Meister mit dem HK Njoman Hrodna
- 2022 Polnischer Meister mit dem GKS Katowice
- 2023 Polnischer Meister mit dem GKS Katowice
- 2023 Aufstieg in die Top-Division bei der Weltmeisterschaft der Division I, Gruppe A
- 2023 Bester Vorbereiter bei der Weltmeisterschaft der Division I, Gruppe A

## Ekstraliga/PHL-Statistik
(Stand: Ende der Spielzeit 2022/23)